# Dependența masei de viteză

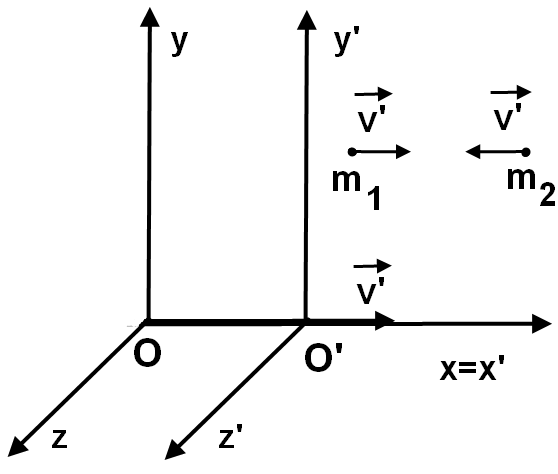

Dependența masei de viteză este un concept specific teoriei relativității.
Dacă la viteze obișnuite masa unui corp este invariabilă, la viteze apropiate de viteza luminii masa crește odată cu viteza de deplasare.
Se consideră ciocnirea neelastică a două corpuri de mase m1 și m2.
Masa corpurilor este aceeași m0 când corpurile se află în repaus față de sistemul de referință {\displaystyle (R)}.
În referențialul {\displaystyle (R)'} corpurile se deplasează unul spre celălalt cu vitezele {\displaystyle v'} (paralele cu axa {\displaystyle O'x'}), iar după ciocnire rămân în repaus față de {\displaystyle (R)'}.
Referențialul {\displaystyle (R)'} se deplasează cu viteza {\displaystyle v'} față de {\displaystyle (R)} pe axa {\displaystyle Ox=O'x'.}
Este evident că după ciocnire cele două corpuri se vor deplasa cu viteza {\displaystyle v'} față de {\displaystyle (R)}.
Aplicând legea conservării masei:
{\displaystyle m=m_{1}+m_{2}}
Pentru observatorul din R, legea conservării impulsului se scrie:
{\displaystyle m_{1}v_{1}=(m_{1}+m_{2})\cdot v',}
unde:
|  | {\displaystyle v_{1}={\frac {v'+v'}{1+v'^{2}/c^{2}}}={\frac {2v'}{1+v'^{2}/c^{2}}}} | {\displaystyle (1)} |

deci:
|  | {\displaystyle m_{1}\cdot {\frac {2v'}{1+v'^{2}/c^{2}}}=(m_{1}+m_{2})\cdot v'} |

de unde:
|  | {\displaystyle m_{1}\cdot \left({\frac {2}{1+v'^{2}/c^{2}}}-1\right)=m_{2}.} | {\displaystyle (2)} |

În sistemul de referință aflat în repaus, masa celor două corpuri este aceeași {\displaystyle m_{0}.}
Corpul cu masa {\displaystyle m_{2}} se află în repaus față de {\displaystyle (R)} deoarece viteza sa față de acest sistem este:
{\displaystyle v_{2}={\frac {-v'+v'}{1-v'^{2}/c^{2}}}=0.}
Deci relația {\displaystyle (2)} devine:
{\displaystyle m_{1}\left({\frac {2}{1+v'^{2}/c^{2}}}-1\right)=m_{0},}
de unde rezultă:
{\displaystyle m_{0}=m_{1}\cdot {\frac {1-v'^{2}/c^{2}}{1+v'^{2}/c^{2}}}.}
Utilizând relația {\displaystyle (1)} se poate scrie:
{\displaystyle 1-{\frac {v_{1}^{2}}{c^{2}}}=1-{\frac {1}{c^{2}}}\cdot {\frac {4v'^{2}}{(1+v'^{2}/c^{2})^{2}}}=\left({\frac {1-v'^{2}/c^{2}}{1+v'^{2}/c^{2}}}\right)^{2},}
deci:
{\displaystyle m_{0}=m_{1}{\sqrt {1-v_{1}^{2}/c^{2}}}}   sau   {\displaystyle m_{1}={\frac {m_{0}}{\sqrt {1-v_{1}^{2}/c^{2}}}}.}
În cazul în care un corp cu masa de repaus {\displaystyle m_{0}} se deplasează cu viteza v, relația devine:
|                                                              | \| {\displaystyle m={\frac {m_{0}}{\sqrt {1-v_{1}^{2}/c^{2}}}}} \| |  | {\displaystyle {\text{(dependența masei de viteză)}}} |
| {\displaystyle m={\frac {m_{0}}{\sqrt {1-v_{1}^{2}/c^{2}}}}} |                                                                    |  |                                                       |

În această relație:
- {\displaystyle m_{0}=} masa de repaus;
- {\displaystyle m=} masa de mișcare: masa față de sistemul de referință în raport cu care se consideră deplasarea;
- {\displaystyle v=} viteza cu care se deplasează particula (corpul, sistemul fizic) în raport cu reperul considerat.

Se observă că dacă v crește, masa corpului crește, acesta fiind un efect relativist.
Pentru viteze v mult mai mici decât viteza luminii c în vid, masa de mișcare se poate aproxima cu masa de repaus:   {\displaystyle m\cong m_{0}.}
Acest rezultat reprezintă chiar aproximația mecanicii clasice care afirmă că la viteze mult mai mici decât viteza luminii în vid masa corpurilor rămâne constantă.
Se poate scrie formula impulsului corpului cu masa de repaus {\displaystyle m_{0},} aflat în mișcare cu viteza v față de referențialul {\displaystyle (R):}
{\displaystyle {\vec {p}}=m{\vec {v}}={\frac {m_{0}{\vec {v}}}{\sqrt {1-v^{2}/c^{2}}}}.}
Conform teoremei impulsului:
{\displaystyle {\vec {F}}={\frac {d{\vec {p}}}{dt}}={\frac {d}{dt}}(m{\vec {v}})={\vec {v}}{\frac {dm}{dt}}+m{\frac {d{\vec {v}}}{dt}}={\vec {v}}{\frac {dm}{dt}}+m{\vec {a}},}
relație care diferă de cea clasică prin faptul că   {\displaystyle {\frac {dm}{dt}}\neq 0.}
Se remarcă de asemenea că, spre deosebire de mecanica clasică, în mecanica relativistă forța și accelerația nu mai sunt coliniare.